# 원플러스 TV
원플러스 TV는 2019년 9월 26일에 런칭된 텔레비전이다. 2018년 9월에 스마트 TV시장 진출을 했으며, 이는 회사의 CEO 피트 라우가 맡게 되었다.

## 같이 보기
- 원플러스
- 안드로이드 TV